# A Woman's Tale
A Woman's Tale (br: Lutando pela Vida) é um filme australiano de 1991, dirigido por Paul Cox.

## Sinopse
A Woman's Tale mostra a estória de uma mulher idosa vitimada pelo câncer. O roteiro foi escrito especialmente para a atriz Sheila Florance, que na verdade, estava realmente doente.

## Elenco
- Sheila Florance	 … 	Martha
- Gosia Dobrowolska	… 	Anna
- Norman Kaye	… 	Billy
- Chris Haywood	… 	Jonathan
- Ernest Gray	… 	Peter
- Myrtle Woods	… 	Srta. Inchley